# Ariston (Sparte)
Pour les articles homonymes, voir Ariston.
 (mai 2017).
Si vous disposez d'ouvrages ou d'articles de référence ou si vous connaissez des sites web de qualité traitant du thème abordé ici, merci de compléter l'article en donnant les références utiles à sa vérifiabilité et en les liant à la section « Notes et références ».
Ariston (en grec ancien : Ἀρίστων) fut un roi de Sparte de 550 à 515 av.J.C. Il est le 14e roi de la dynastie des Eurypontides. Il est le fils d'Agasicles et est contemporain du roi Anaxandridas II. On connait sa vie grâce à Hérodote et de Pausanias le Périégète. Son fils Démarate de Sparte lui succèdera et sera déposé.